# Ardian Behari
Ardian Behari (Valona, 12 marzo 1973) è un ex calciatore albanese, di ruolo centrocampista.

## Carriera

### Nazionale
Ha collezionato una presenza con la Nazionale albanese nel 1996.